# Râul Hărpășești
Râul Hărpășești este un curs de apă, afluent al râului Bahluieț. 